# Oldbury on the Hill
Oldbury on the Hill – wieś w Anglii, w hrabstwie Gloucestershire, w dystrykcie Cotswold. Leży 31 km na południe od miasta Gloucester i 148 km na zachód od Londynu.